# Kvitøya
Kvitøya (letteralmente l'isola bianca) è un'isola facente parte dell'arcipelago delle isole Svalbard, in Norvegia, situato nel Mar Glaciale Artico, con un'area di 682 km². Costituisce la parte più orientale di tutta la Norvegia (continentale e non). L'Isola Vittoria, il possedimento artico della Russia più vicino all'isola, sta a 60 km ad est.
L'isola è quasi completamente coperta da una calotta di ghiaccio (Kvitøyjøkulen). I pochi spazi liberi dal ghiaccio sono molto aridi e rocciosi.